# Institut Don Bosco (Bruxelles)
Pour les articles homonymes, voir Institut Don Bosco, Don Bosco (homonymie) et IDB.
L’Institut Don Bosco Woluwe-Saint-Pierre (IDB) est un établissement d’enseignement secondaire technique et professionnel situé à Woluwe-Saint-Pierre, Bruxelles, en Belgique. Il fait partie des nombreuses œuvres de Don Bosco qui essaiment peu de temps après l’arrivée des salésiens en Belgique à la fin du XIXe siècle.

## Historique

### De 1910 à 1925

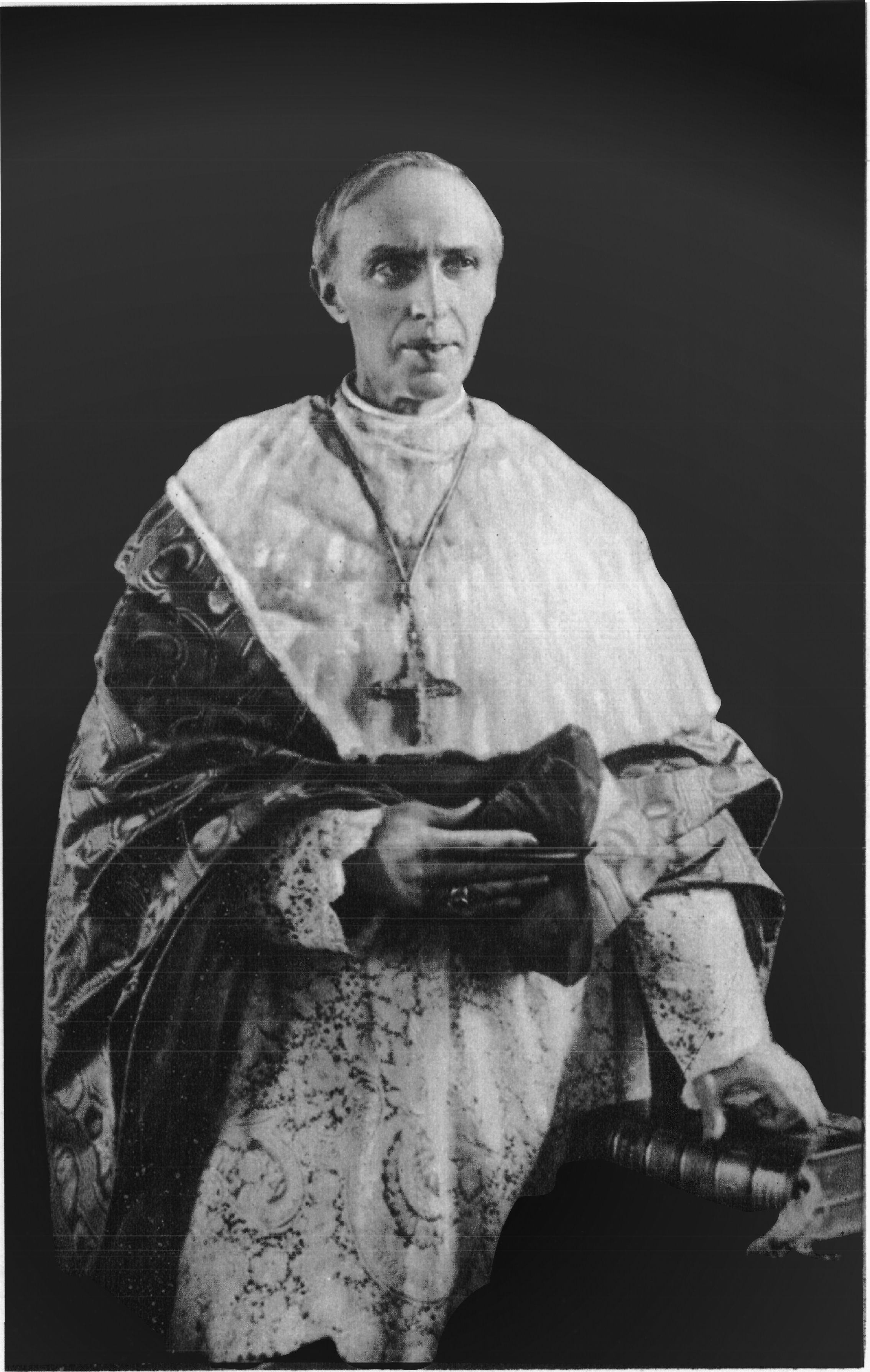
Cardinal Mercier

L’œuvre commence donc en 1910 en réponse à l'appel d’un évêque local et s’établit à son début à Ixelles sous le nom d'Institut Saint-Philippe Néri sous la dépendance d’un comité scolaire paroissial. Les salésiens, avec la même conviction et le même enthousiasme que Don Bosco, débarquent à Ixelles, chaussée de Boendael, où ils ouvrent une école primaire.
Les deux premières années en mécanique et en menuiserie, dite alors “professionnelle“.
En 1918, une association, guidé par madame Polet, épouse de l’ambassadeur à Londres, soucieuse de la formation et de l’éducation de tant d’orphelins de guerre récolte 7 millions francs belges auprès de 12 familles nobles de toute l’Europe.
Avec cet argent sera construit l’orphelinat de Bierbais à Mont-St-Guibert. Mais ils restent 750.000 francs belges.
En 1919, monsieur et madame Pollet s’adressent au cardinal Mercier et lui demandent que faire avec cet argent qu'il nous reste.
Afin de répondre au besoin d’une école professionnelle à Bruxelles pour les orphelins de guerre l'institut Don Bosco  émigre à Woluwe-Saint-Pierre en 1925 et relève cette fois de l’autorité salésienne. En effet, les salésiens achètent avec cet argent des terrains dans le village de Woluwe Saint Pierre, au Val d’Or.
L'argent du « Belgian Orphan Found », soit 750.000 francs belges, ne pouvant suffire à terminer les constructions, les bienfaiteurs achèveront l'oeuvre. Qu'est-ce à dire ?
Les bienfaiteurs à cette époque étaient l'affaire du provincial, en l'occurrence le Père P. Virion (1919-1925) puis le P. Pastol (1925-1931). Un salésien, appelé directeur des coopérateurs, après avoir envoyé des convocations, passait dans les villes, rassemblait les coopérateurs dans une église et leur tenait une conférence. Suivait la quête. En Belgique, le dernier à avoir exercé cette charge, sous cette forme, fut le P. Albert Prin

### Origine du complexe scolaire (1925)
L'origine du complexe scolaire remonte à 1924 et a été inauguré le 19 avril 1925 par le Cardinal Mercier. Il abritait à l'origine l'orphelinat Saint-Georges.

#### Évolution architecturale

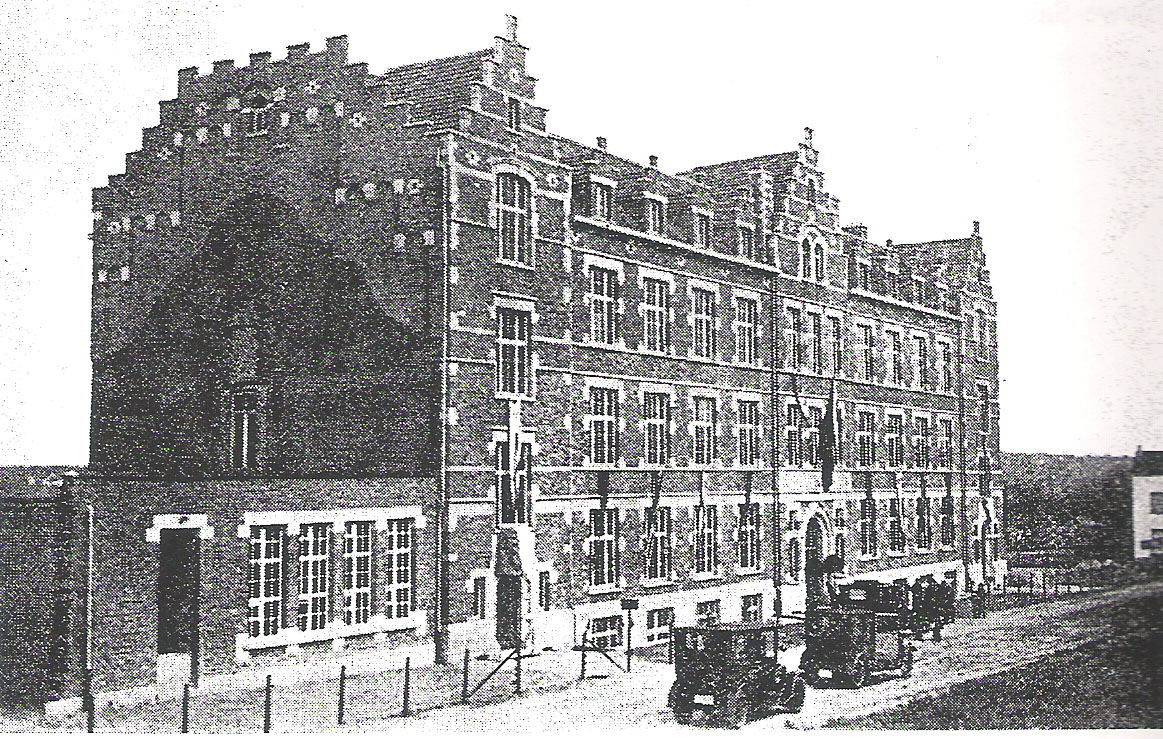
Ancien Institut Saint-Georges, 1925

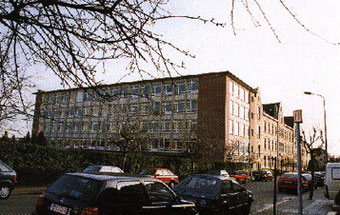
Institut Don Bosco, 1966

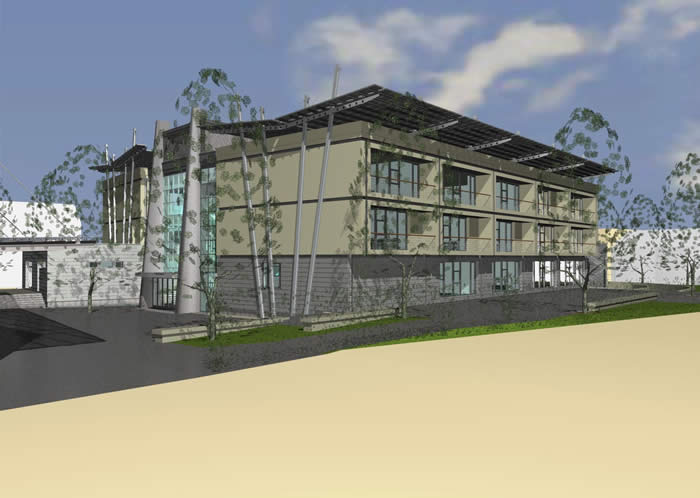
Expansion de l'Institut Don Bosco: Nouveau Bâtiment 2018

##### Les1ersbâtiments 1924
Les 1ers bâtiments de ce complexe scolaire sont érigés dans l'entre-deux-guerres par l'association « Fonds des orphelins belges des œuvres de Don Bosco ». Les plans de cette époque sont de l’architecte Ernest Delune (1859-1947) , assisté de son fils Julius à partir de 1928.
La 1re aile (A) dessinée en 1922 est de style renaissance flamande, est élevée à front de l'avenue du Val d’Or.
Ce bâtiment présente une longue façade symétrique de briques rouges, rehaussée de pierre blanche, rythmée dans l'axe et à ses extrémités de larges travées. Toutes les fenêtres sont sous linteau. L'entrée principale est formée par un arc en plein cintre et archivolte en accolade.
L'enseigne moderne « DON BOSCO » en lettres de métal, placée au-dessus de l'entrée principale, masque une enseigne plus ancienne, taillée dans la pierre bleue, mentionnant dans les deux langues nationales l'ancienne dénomination de l'établissement et le fonds des orphelins belges des œuvres de Don Bosco. La toiture était anciennement pourvue de huit lucarnes qui ont subsisté jusqu'en 1967.
D'autres ailes sont rapidement adjointes au bâtiment principal. En 1924 est conçue une aile nord (B), disposée perpendiculairement à la 1re. Elle abritait un atelier de mécanique et de menuiserie.
Elle est aujourd'hui remplacée par un bâtiment de 1966.
D'abord constituée uniquement d'un r.d.ch. sous toit plat, cette aile reçoit un étage et un toit en bâtière en 1926.
En 1928, une aile sud est ajoutée perpendiculairement à l'aile primitive. À la fin des années 1930, l'Institut présente un plan symétrique en U autour d'une cour centrale.
Diverses interventions menées par différents architectes vont considérablement augmenter la surface bâtie durant les années d'après-guerre. Citons les plus importantes. En 1947, l'architecte Raphaël Lambin prolonge l'aile principale jusqu'à l'angle de la rue François Gay. Il bâtit, en 1950, une salle de gymnastique et de conférence.
En 1958, l'architecte Victor Broos construit des ateliers d'imprimerie.

##### En 1962, un vaste bâtiment est ajouté
En 1962, un vaste bâtiment est ajouté vers la rue de la Cambre par le même architecte. L'aile (B) de 1924 par Ernest Delune est démolie en 1966 au profit d'un nouveau bâtiment par Victor Broos.
Le bâtiment de 1966 (B) par Victor Broos abrite les classes d'enseignement technique. En forme de long parallélépipède rectangle, il présente des angles aveugles en briques. Entre ceux-ci prennent place de longs pans presque entièrement vitrés, à châssis à élégantes divisions géométriques séparés par des meneaux et des allèges en béton lavé silex.

##### En 2018, un nouveau bâtiment (C) est inauguré.
Un nouveau bâtiment situé le long de la rue de la Cambre voit le jour en 2018 . Ce nouveau bâtiment  constitue une extension de 4000 m² qui s’ajoute et augmente la capacité d'accueil de l'établissement scolaire.
D'un point de vue technique la construction est à énergie positive, elle est autonome en électricité et alimente aussi les anciens locaux.
Un système de bassins d’orages et de drains restitue l’eau de pluie à la nappe phréatique. Cette nouvelle extension a été élaborée dans l'intention de répondre à la croissance démographique et au besoin de techniciens en hausse.

### Séparation linguistique (1958)
À la suite du pacte scolaire du 20 novembre 1958, l’Institut Saint-Georges se transforme en trois écoles distinctes, deux écoles techniques et professionnelles : l'Institut Don Bosco, le Technisch Instituut Don Bosco et l’Institut Marie-l’Auxiliatrice ouverte en 1926 pour les aspirants au sacerdoce qui organise des humanités gréco-latines. En 1963 l’Institut Marie-l’Auxiliatrice s’implante à Stockel, Woluwe-Saint-Lambert et devient le Collège Don Bosco.
L'année 1980 verra le terme d'un long processus de scission linguistique entamé à partir de l'année 1964 à la suite des réformes institutionnelles et qui aboutira à la création de deux instituts salésiens d'enseignement technique et professionnel de régime linguistique différent, totalement indépendants.

## Aujourd’hui
Le complexe est  inventorié au patrimoine architectural de la Région de Bruxelles-Capitale. L'ancien Institut Saint-Georges ainsi que la partie à front de la rue François Gay abrite actuellement le  Technisch Instituut Don Bosco tandis que le bâtiment érigé en 1966 et les ateliers donnant sur la rue de la Cambre abrite l'Institut Don Bosco.
Aujourd'hui l'Institut Don Bosco dispense de nombreuses formations professionnelles dans les secteurs de l'imagerie de synthèse, l'électronique, l'automation de maintenance, l'électro-mécanique, l'informatique, l'électricité, la mécanique, la menuiserie, l'imprimerie.
Le 12 mars 2013, le roi Albert II et la reine Paola ont visité l'établissement marquant ainsi leur intérêt pour l'enseignement technique et professionnel.